# Cheilopogon cyanopterus
Cheilopogon cyanopterus är en fiskart som först beskrevs av Achille Valenciennes, 1847.  Cheilopogon cyanopterus ingår i släktet Cheilopogon och familjen Exocoetidae. Inga underarter finns listade i Catalogue of Life.